# 多枝肋盾虫
多枝肋盾虫（学名：Pleuraspis sarmentosa）为穿盾虫科肋盾虫属的动物。在中国，分布于东海等海域。